# NGC 300
NGC 300 é uma galáxia espiral localizada a cerca de seis milhões e quinhentos mil anos-luz (aproximadamente 1,992 megaparsecs) de distância na direção da constelação do Escultor. Possui aproximadamente noventa e cinco mil anos-luz de diâmetro, uma magnitude aparente de 8,1, uma declinação de -37º 41' 00" e uma ascensão reta de 00 horas, 54 minutos e 53,4 segundos.
As galáxias NGC 300 e galáxia irregular NGC 55 são identificadas tradicionalmente como membras do Grupo do Escultor por muitos pesquisadores. Contudo, foram medidas recentemente as distâncias para estas galáxias e suas companheiras, demonstrando que estas não estão associadas fisicamente ao Grupo do Escultor.